# Deen (gruppo musicale)
Deen (ディーン Dīn) è una famosa band giapponese appartenente al panorama del J-pop. Apparì per la prima volta nel campo della musica con il singolo di debutto "Konomama Kimidake wo Ubaisaritai" uscito il 3 marzo 1993, che riuscì a vendere più di 10 milioni di copie.

## Formazione
I membri cambiarono spesso fino alla pubblicazione del primo album, in seguito alla pubblicazione del quale i membri stabili divennero 4
- Shuichi Ikemori vocalist;
- Koji Yamane, tastiere
- Shinji Tagawa, chitarra, dal 1994 al 2018.
- Naoki Utsumoto, batteria. Nel gruppo fino al 2000.

La formazione attuale è composta da Shuichi Ikemori alla voce e da Koji Yamane alle tastiere.

## Discografia

### Singoli
- 1993
  - Konomama Kimidake wo Ubaisaritai
  - Tsubasa wo Hirogete
  - Memories
  - Eien wo Azuketekure
- 1994 Hitomi wo Sorasanaide
- 1995
  - Teenage dream
  - Mirai no Tame ni
  - Love Forever
- 1996
  - Hitori ja Nai
  - Sunshine On Summer Time
  - Sugao de Waratteitai
- 1997
  - Kimi ga Inai Natsu
  - Yume de Aru Youni
- 1998
  - Toi Sora de
  - Kimi Sae Ireba
  - Tegotae no Nai Ai
- 1999
  - Toi Toi Mirai he
  - Just One
  - My Love
- 2000
  - Power of Love
  - Kanashimi no Mukogawa
- 2002
  - Miagetegoran Yoru no Hoshi wo
  - Yume de Aetara
  - Birthday eve Dareyorimo Hayai Ai no Uta
- 2003
  - Tsubasa wo Kaze ni Nosete -fly away-
  - Taiyō to Hanabira
  - Yutopia ha Miterunoni
- 2004
  - Reru no Nai Sora he
  - Strong Soul
  - Ai no kane ga sekai ni hibikimasu youni
- 2005 Konomama Kimidake wo Ubaisaritai/Tsubasa wo Hirogete
- 2006
  - Starting Over
  - Diamonds
- 2007 Smile Blue

### Album in studio
- 1994 Deen
- 1996 I wish
- 1998
  - Deen Singles + 1
  - The Day
- 2000 Need Love
- 2001 Ballad in Blue: The greatest hits of Deen
- 2002
  - Waon - Songs for children
  - Pray
- 2003 Utopia
- 2004 Road Crusin
- 2005 Deen The Best Kiseki
- 2006 Diamonds
- 2007 The Best Classics

### Dvd
- 2001
  - Deen Live Joy Special Yokohama Arena
  - On&off - tour document of need love
  - On&off - tour document of unplugged live & recordings
- 2003
  - Greatest Clips 1993-1998
  - Greatest Clips 1998-2002